# سوزان روزنبرغ
سوزان روزنبرغ (بالسويدية: Susanne Rosenberg)‏ هي مغنية سويدية، ولدت في 29 أغسطس 1957.

## وصلات خارجية
- سوزان روزنبرغ على موقع ميوزك برينز (الإنجليزية)
- سوزان روزنبرغ على موقع أول ميوزيك (الإنجليزية)
- سوزان روزنبرغ على موقع ديسكوغز (الإنجليزية)